# فهرست نقاشان ارمنی
در فهرست زیر اسامی نقاشان ارمنی‌تبار (انگلیسی: Armenian painters) آورده شده است

## آ
- کلارا آبکار (۱۹۱۵-۱۹۹۶)
- مارتین آکوغلیان (۱۹۵۸)
- کاراپت آدامیان (۱۸۷۲-۱۹۴۷)
- آریل آجمیان (۱۹۰۴-۱۹۶۳)
- ادوارد آراکلیان (زاده ۱۹۵۰)
- یوهانا الارمنی (ح. ۱۷۲۰-۱۷۸۶)
- ماریام آسلامازیان (۱۹۰۷–۲۰۰۶)
- استپان آقاجانیان (۱۸۶۳–۱۹۴۰)
- کارن آقامیان (زاده ۱۹۴۶)
- سیمون هاکوبیان (۱۸۵۷-۱۹۲۱)
- آشوت آواگیان (زاده ۱۹۵۸)
- میناس آوتیسیان (۱۹۲۸-۱۹۷۵)
- هوهانس آوتیسیان (۱۹۳۹-۲۰۰۰)
- ایوان آیوازوفسکی (۱۸۱۷–۱۹۰۰)
- ادمان آیوازیان (۱۹۳۲)
- تئودور آکسنتوویچ (۱۸۵۹-۱۹۳۸)

## الف
- سارگیس ارگانیان (۱۸۷۰-۱۹۵۰)
- روبرت الیبکیان (زاده ۱۹۴۱)
- سارگیس اوردیان (۱۹۱۸-۲۰۰۳)
- ادوارد ایسابکیان (۱۹۱۴-۲۰۰۷)

## ب
- گوروگ باشینجاقیان (۱۸۵۷-۱۹۲۵)
- آراپیک باغداساریان (۱۹۳۹-۱۹۸۵)
- سونیا بالاسانیان (زاده ۱۹۴۲)
- زابل سی. بویاجیان (۱۸۷۳-۱۹۵۷)

## پ
- آرو پتروسیان (زاده ۱۹۷۲)
- پتروس پتروسیان (۱۹۶۸-۲۰۱۲)
- هوسپ پوشمان (۱۸۷۷-۱۹۶۶)
- آرتور پیناجیان (۱۹۱۴–۱۹۹۹)
- سارگیس پیتساک (سده ۱۴ام میلادی)

## ت
- یغیشه تادئوسیان (۱۸۷۰-۱۹۳۶)
- پانوس ترلمزیان (۱۸۶۵-۱۹۴۱)
- تیگران تسیتوغدزیان (زاده ۱۹۷۶)
- لوون توتونچیان (۱۹۰۵-۱۹۶۸)

## ج
- ژان ژانسم (۱۹۲۰-۲۰۱۳)
- داویت چیراکجیان (۱۸۳۹-۱۹۰۷)
- مکرتیچ جیوانیان (۱۸۳۹-۱۹۰۷)
- مکرتیچ جیوانیان (۱۸۴۸-۱۹۰۶)

## خ
- سیران خاتلاماجیان (۱۹۳۷-۱۹۹۴)
- سرکیس خاچاطوریان (۱۸۸۶-۱۹۴۷)
- گایانه خاچاتریان (۱۹۴۲-۲۰۰۹)

## د
- سمبات در-کیورغیان (۱۹۱۳-۱۹۹۹)
- سارگیس دیرانیان (۱۸۵۴-۱۹۱۸)

## ر
- توروس روسلین (۱۲۱۰–۱۲۷۰)

## ز
- هوهانس زارداریان (۱۹۱۸-۱۹۹۲)
- زاکار زاکاریان (۱۸۴۹-۱۹۲۳)
- سارگیس زابونیان (زاده ۱۹۳۸)

## ژ
- ریشار ژرانیان (زاده ۱۹۲۱)

## س
- آرتور سارگسیان (زاده ۱۹۶۰)
- آرشاک سارگسیان (زاده ۱۹۸۱)
- مارو سارگسیان (زاده ۱۹۷۳)
- ماردیروس ساریان (۱۸۸۰–۱۹۷۲)
- واراز سامولیان (۱۹۱۷-۱۹۹۵)
- کارلوس سایادیان (زاده ۱۹۴۸)
- پتروس سیرابیان (۱۸۳۳-۱۸۹۸)
- کارن سمباتیان (۱۹۳۲-۲۰۰۸)
- سامول سوادا (زاده ۱۹۴۹)
- وارتگس سورنیانس (۱۸۶۰–۱۹۲۱)
- هنریک سیراویان (۱۹۲۸-۲۰۰۱)
- گاگیک سیراویان (زاده ۱۹۷۰)

## ش
- یسایی شاجانیان (۱۹۳۹-۱۹۸۷)
- ادگار شاهین (۱۸۷۴-۱۹۴۷)
- شماون شماونیان (زاده ۱۹۵۳)
- میشا شهبازیان

## ق
- رگینا قازاریان (۱۹۱۵-۱۹۹۹)

## ک
- هراچ کاراپتیان (۱۹۴۲-۲۰۰۶)
- امیل کازاز (زاده ۱۹۵۳)
- زاره گالفایان (۱۸۸۷-۱۹۳۹)
- یرواند کوچار (۱۸۹۹–۱۹۷۹)
- هاکوب کوجویان (۱۸۸۳-۱۹۵۹)

## گ
- ورویر گالستیان (۱۹۲۴-۱۹۹۶)
- هاروتیون گالنتس (۱۹۱۰-۱۹۶۷)
- ژان گرزو (۱۹۰۷–۲۰۰۰)
- مارکو گریگوریان (۱۹۲۵–۲۰۰۷)
- سوادا گریگوریان (زاده ۱۹۵۹)
- آرشیل گورکی (۱۹۰۴–۱۹۴۸)
- آبراهام گورگنیان (۱۹۰۸-۱۹۹۱)
- پل گیراگوسیان (۱۹۲۶-۱۹۹۳)

## ل
- لوون لاچیکیان

## م
- وارتان مالاکیان (زاده ۱۹۴۷)
- خانواده ماناس
- لوون ماناساریان (زاده ۱۹۲۵)
- واهرام ماناویان (۱۸۸۰-۱۹۵۲)
- آرمان مانوکیان (۱۹۰۴-۱۹۳۱)
- رافائل مگال (زاده ۱۹۸۳)
- آشوت ملکونیان (۱۹۳۰-۲۰۰۹)
- سیراک ملکنیان (زاده ۱۹۳۱)
- زاره موسکوفیان (۱۸۹۸-۱۹۸۷)
- پاراون میرزویان (زاده ۱۹۴۹)
- لوون میناسیان (۱۹۲۰-۲۰۱۳)

## ن
- ینووک نازاریان (۱۸۷۷-۱۹۲۸)
- دمیتری نالباندیان (۱۹۰۶-۱۹۹۳)
- کوریون ناهاپتیان (۱۹۲۶-۱۹۹۹)
- یرواند ناهاپتیان (۱۹۱۳-۲۰۰۶)
- ستراک نظریان (زاده ۱۹۴۸)

## ه
- هاکوب هاکوبیان (۱۹۲۳-۲۰۱۳)
- میناس هالاج (زاده ۱۹۸۱)
- هوناتانیان

## و
- هاکوپ وارتانیان (۱۹۰۳-۱۹۷۸)
- وارطان واهرامیان (زاده ۱۹۵۵)
- استپان ورانیان (زاده ۱۹۵۵)
- یرواند ووسکان (۱۸۵۵-۱۹۱۴)
- شوتا ووسکانیان (۱۹۶۰)

## ی
- کاراپت یازماچیان (۱۸۶۸-۱۹۲۹)
- آنوش یغیازاریان (زاده ۱۹۶۵)
- کاراپت یغیازاریان (۱۹۳۲-۲۰۰۶)